# Oleg Agarkow
Oleg Michajłowicz Agarkow (ros. Олег Михайлович Агарков; ur. 1916, zm. 1987) – radziecki dyrygent, pedagog, Zasłużony Artysta RFSRR (1970). 
Członek KPZR od 1966 roku. Ukończył Konserwatorium Moskiewskie, był uczniem Konstantina Mostrasa (skrzypce) i Nikołaja Anosowa (dyrygentura). Występował jako skrzypek, a od 1944 roku jako dyrygent. Od 1950 roku wykładał w Moskiewskim Instytucie Muzyczno-Pedagogicznym im. Gniesinych, gdzie prowadził zajęcia dyrygentury i nauki opery; od 1971 roku profesor .